# Saint-Julien-en-Saint-Alban
Saint-Julien-en-Saint-Alban è un comune francese di 1 328 abitanti situato nel dipartimento dell'Ardèche della regione dell'Alvernia-Rodano-Alpi.

## Società

### Evoluzione demografica
Abitanti censiti